# Mariënduin
Het waterschap Mariënduin was een waterschap in de Nederlandse provincie Noord-Holland in de gemeente Bloemendaal.